# Suzana Grubješić
Suzana Grubješić (en serbe cyrillique : Сузана Грубјешић ; née le 29 janvier 1963 à Sombor) est une femme politique serbe. Elle est vice-présidente du parti G17 Plus et de la coalition Régions unies de Serbie. Du 27 juillet 2012 au 29 août 2013, elle est vice-présidente du gouvernement d'Ivica Dačić, chargée de l'intégration européenne. Le 2 septembre 2013, elle récupère son mandat de députée à l'Assemblée nationale de la république de Serbie.

## Biographie
Suzana Grubješić naît le 29 janvier 1963 à Sombor. Elle suit les cours de la Faculté de sciences politiques de l'université de Belgrade, dont elle sort diplômée en 1986. En 1991 et 1992, elle est représentante de Yugotours à Pula puis, à partir de 1996, elle devient directrice générale de Knipps offshore Co à Chypre.
En 1996 et 1997, Suzana Grubješić est conseillère technique du Mouvement européen en Serbie et, en 1997, elle participe à la fondation du groupe d'experts qui, en 2002, donne naissance au parti politique G17 Plus. De 2003 à 2008, elle est membre du conseil d'administration du parti et, en 2008, elle en devient l'un des vice-présidents.
Aux élections législatives du 28 décembre 2003, Suzana Grubješić figure sur la liste du G17+, qui remporte 11,46 % des suffrages et obtient 34 sièges sur 250 à l'Assemblée nationale de la république de Serbie. Elle devient députée.
Aux élections législatives du 21 janvier 2007, Suzana Grubješić figure à nouveau sur la liste du G17+, emmenée par son nouveau président Mlađan Dinkić. La liste remporte 6,82 % des suffrages et obtient 19 sièges à l'Assemblée nationale de la république de Serbie, ce qui lui vaut d'obtenir un nouveau mandat. Suzana Grubješić devient présidente du groupe parlementaire du G17+ ; elle participe notamment à la Commission administrative pour l'intégration européenne et à la Commission du développement et des relations économiques avec l'étranger ; elle préside également la délégation serbe à l'Assemblée parlementaire de l'OSCE.
Aux élections législatives anticipées du 11 mai 2008, elle figure sur la liste de la coalition Pour une Serbie européenne, soutenue par le président Boris Tadić, qui obtient 38,40 % des suffrages et envoie 102 représentants à l'Assemblée nationale ; Suzana Grubješić est reconduite dans son mandat parlementaire ; elle redevient présidente du groupe du G17+ et, à partir de mars 2011, elle devient vice-présidente du groupe qui, entretemps, a pris le nom de Régions unies de Serbie et qui compte 24 membres, tous rattachés, sauf un, au G17+.
Aux élections législatives du 6 mai 2012, Suzana Grubješić participe à la coalition Régions unies de Serbie, emmenée par le parti G17+ ; la liste obtient 6,99 % des suffrages et 21 députés. Elle est réélue mais elle renonce temporairement à son mandat le 27 juillet en devenant vice-présidente du gouvernement d'Ivica Dačić, chargée de l'intégration européenne.
À la suite d'une longue crise au sein de la coalition gouvernementale, Ivica Dačić exclut le parti Régions unies de Serbie (URS) du gouvernement et, notamment, son représentant le plus éminent, président de ce parti et ministre des Finances et de l'Économie, Mlađan Dinkić. Le remaniement a lieu le 2 septembre 2013 et Suzana Grubješić retrouve son mandat parlementaire.

## Vie privée
Suzana Grubješić est célibataire et vit à Belgrade. Elle parle anglais, allemand, grec et français.